# Campeonato Pan-Americano de Clubes de Handebol Masculino de 2015
O Campeonato Pan-Americano de Clubes de Handebol Masculino de 2015 foi uma competição promovida pela Federação Panamericana de Handebol na cidade brasileira de Taubaté. O Handebol Taubaté sagrou-se campeão e conquistou pela terceira vez consecutiva o título. O Pinheiros, campeão da edição de 2011 ficou pela quarta vez consecutiva com o vice-campeonato.
A conquista do título deu a vaga ao time taubateano para a disputa do Super Globe, o Campeonato Mundial de Clubes de Handebol, que acontece no mês de setembro, no Catar.

## Sede
O município de Taubaté foi sede, pela terceira vez consecutiva, do Campeonato Panamericano de Clubes. A novidade para a competição deste ano foi a utilização do Ginásio da Emecal para as partidas, substituindo o Ginásio do CEMTE, que recebeu os jogos nas edições anteriores.
O local foi reinaugurado em agosto de 2014 após ter recebido uma ampla reforma. A estrutura foi adaptada para as partidas de handebol, com a colocação de piso sintético próprio para a prática da modalidade, estrutura para imprensa e novos vestiários.

## Clubes participantes
A edição de 2015 contou com a participação de cinco agremiações, uma a menos que a edição de 2014:
| Equipe          | País      |
| --------------- | --------- |
| Taubaté         | Brasil    |
| Pinheiros       | Brasil    |
| River Plate     | Argentina |
| Villa Ballester | Argentina |
| Luterano        | Chile     |

## Fórmula de disputa
O regulamento do campeonato previu o confronto entre todas as equipes participantes em único turno. A equipe que somou mais pontos na classificação geral garantiu o título da competição.

## Resultados
Os placares da disputa do PaN-Americano são os seguintes:
| 20 de maio      |         |                 |
| Villa Ballester | 25 - 28 | River Plate     |
| Taubaté         | 40 - 17 | Luterano        |
| 21 de maio      |         |                 |
| Luterano        | 24 - 41 | Pinheiros       |
| Taubaté         | 28 - 20 | River Plate     |
| 22 de maio      |         |                 |
| Pinheiros       | 19 - 19 | Villa Ballester |
| Luterano        | 27 - 30 | River Plate     |
| 23 de maio      |         |                 |
| Pinheiros       | 27 - 24 | River Plate     |
| Villa Ballester | 27 - 30 | Taubaté         |
| 24 de maio      |         |                 |
| Villa Ballester | 35 - 27 | Luterano        |
| Taubaté         | 26 - 20 | Pinheiros       |

| Classificação | Classificação   | Classificação | Classificação | Classificação | Classificação | Classificação | Classificação | Classificação | Classificação |
| Time | Time            | PG            | J             | V             | E             | D             | GP            | GC            | SG            |
| --- | --------------- | ------------- | ------------- | ------------- | ------------- | ------------- | ------------- | ------------- | ------------- |
| 1 | Taubaté         | 8             | 4             | 4             | 0             | 0             | 117           | 80            | 37            |
| 2 | Pinheiros       | 5             | 4             | 2             | 1             | 1             | 107           | 93            | 14            |
| 3 | River Plate     | 4             | 4             | 2             | 0             | 2             | 103           | 100           | 3             |
| 4 | Villa Ballester | 3             | 4             | 1             | 1             | 2             | 101           | 112           | -11           |
| 5 | Luterano        | 0             | 4             | 0             | 0             | 4             | 95            | 146           | -51           |
| PG – Pontos Ganhos; J – Jogos; V - Vitórias; E - Empates; D - Derrotas; GP – Gols Pró; GC – Gols Contra; SG – Saldo de Gols |                 |               |               |               |               |               |               |               |               |

|  |                                           |
|  | Campeão e classificado para o Super Globe |

## Estatísticas
- Artilheiro:  Julian Souto Cueto (Pinheiros) - 24 gols
- Melhor goleiro:  Maik (Taubaté)
- Melhor atleta (MVP):  Julian Souto Cueto (Pinheiros)